# Stay Alive
Stay Alive is een Amerikaanse film uit 2006 onder regie van William Brent Bell.

## Verhaal
Na de eigenaardige dood van Loomis, zijn zijn vrienden verbaasd. Ze komen erachter dat hij op precies dezelfde manier is gestorven als zijn personage in het spel Stay Alive, een horrorspel dat gebaseerd is op het leven van Elizabeth Báthory. De vrienden proberen te ontdekken wat voor link Elizabeth heeft met de dood van Loomis, terwijl ze er al achter komen dat zij zelf de volgende doelwitten zijn.

## Rolverdeling
| Acteur            | Personage            |
| ----------------- | -------------------- |
| Jon Foster        | Hutch O'Neill        |
| Samaire Armstrong | Abigail              |
| Frankie Muniz     | Swink Sylvania       |
| Sophia Bush       | October Bantum       |
| Jimmi Simpson     | Phineas Bantum       |
| Wendell Pierce    | Detective Thibodeaux |
| Milo Ventimiglia  | Loomis Crowley       |
| Adam Goldberg     | Miller Banks         |

## Doden
- Rex & Sarah worden, hoewel dit niet te zien is voor de kijker, gedood terwijl ze de liefde bedrijven. Rex is aangevallen met een mes en Sarah ligt in een plas bloed. Ze worden later gevonden door Loomis.
- Loomis wordt van de gang van de eerste verdieping geduwd. Nadat hij over de leuning van de trapt valt, breekt hij zijn nek als blijkt dat er een touw om zijn nek zit gespannen.
- Miller, die in een hoek wordt gedreven door Elizabeth, krijgt een schaar door zijn hoofd. Voor de kijker is dit niet zichtbaar.
- Phineus wordt aangereden door Bathory's koets op een geïsoleerde weg. Hoewel de kijker hem niet ziet sterven, wordt hij in de volgende scène dood aangetroffen door de vriendengroep, nog in dezelfde houding. Wel is te zien dat hij wordt overreden.
- Wanneer October buiten staat te roken, ziet ze een van Bathory's jonge slachtoffers voor een raam in een huis in aanbouw. Ze besluit naar binnen te gaan om Bathory te vermoorden als wraak. Echter, via ketens hangt ze al snel op de kop en wordt haar keel doorgesneden.